# 刘雪庚
刘雪庚（1954年—），湖南衡阳人，汉族，中华人民共和国政治人物、第十一届全国人民代表大会广东地区代表。
毕业于华南师范大学汉语言文学专业，是中共党员。担任广东省韶关市技师学院院长。2008年起担任全国人大代表。